# Uperoleia marmorata
Az Uperoleia marmorata a kétéltűek (Amphibia) osztályának békák (Anura) rendjébe, a Myobatrachidae családba, azon belül az Uperoleia nembe tartozó faj.

## Előfordulása
Ausztrália endemikus faja. Elterjedési területe Nyugat-Ausztrália Kimberley régiójában a Prince Regent folyó torkolatától délre fekvő terület. Csak az eredeti gyűjtőhelyről ismert. Ez volt az első Uperoleia faj, amelyet Ausztráliában felfedeztek. Annak ellenére, hogy akkoriban számos alkalommal észlelték a fajt, azóta nem jegyezték fel, és csak az 1841-ben gyűjtött eredeti példányról ismert. Elterjedési területének mérete nagyjából 7700 km².

## Megjelenése
Kis termetű békafaj, testhossza elérheti a 3 cm-t. Háta fekete és zöld márványos mintázatú, a fején háromszög alakú zöld folt található. A hasa ólomszürke. Ujjai között alig van úszóhártya. Ez az információ a faj 1841-es első leírásából származik, ez minden, amit a fajról tudunk.

## Életmódja
A peték, az ebihalak és a fejlődési idő ismeretlen. A szaporodási időszak ismeretlen..

## Természetvédelmi helyzete
A vörös lista az fajra vonatkozóan nincsenek adatok (adathiányos), populációiról nem állnak rendelkezésre adatok.